# Basketball-Bundesliga MVP
La Basketball-Bundesliga MVP è il premio conferito dalla Basketball-Bundesliga al miglior giocatore della stagione regolare.

## Vincitori
| Stagione  | Nazionalità                      | Giocatore                 | Squadra                 |
| --------- | -------------------------------- | ------------------------- | ----------------------- |
| 1987-1988 | Germania Ovest                   | Mike Jackel               | BSC Saturn Köln         |
| 1988-1989 | Germania Ovest                   | Hansi Gnad                | BSC Saturn Köln         |
| 1989-1990 | Germania Ovest                   | Henning Harnisch          | TSV Bayer 04 Leverkusen |
| 1990-1991 | Germania                         | Henning Harnisch (2)      | TSV Bayer 04 Leverkusen |
| 1992-1993 | Germania                         | Kai Nürnberger            | Bamberg                 |
| 1993-1994 | Slovenia                         | Teoman Alibegović         | ALBA Berlino            |
| 1994-1995 | Germania                         | Michael Koch              | TSV Bayer 04 Leverkusen |
| 1995-1996 | Germania                         | Henrik Rödl               | ALBA Berlino            |
| 1996-1997 | Stati Uniti                      | Wendell Alexis            | ALBA Berlino            |
| 1997-1998 | Stati Uniti                      | Wendell Alexis (2)        | ALBA Berlino            |
| 1998-1999 | Germania                         | Dirk Nowitzki             | DJK Würzburg            |
| 1999-2000 | Stati Uniti                      | Wendell Alexis (3)        | ALBA Berlino            |
| 2000-2001 | Stati Uniti                      | Mark Miller               | Telekom Baskets Bonn    |
| 2001-2002 | Stati Uniti                      | Wendell Alexis (4)        | ALBA Berlino            |
| 2002-2003 | Jugoslavia                       | Jovo Stanojević           | ALBA Berlino            |
| 2003-2004 | Germania                         | Pascal Roller             | Skyliners Frankfurt     |
| 2004-2005 | Stati Uniti                      | Chuck Eidson              | Gießen 46ers            |
| 2005-2006 | Serbia e Montenegro              | Jovo Stanojević (2)       | ALBA Berlino            |
| 2006-2007 | Stati Uniti                      | Jerry Green               | EnBW Ludwigsburg        |
| 2007-2008 | Stati Uniti                      | Julius Jenkins            | ALBA Berlino            |
| 2008-2009 | Stati Uniti                      | Jason Gardner             | EWE Baskets Oldenburg   |
| 2009-2010 | Stati Uniti                      | Julius Jenkins (2)        | ALBA Berlino            |
| 2010-2011 | Stati Uniti                      | DaShaun Wood              | Skyliners Frankfurt     |
| 2011-2012 | Stati Uniti                      | John Bryant               | Ratiopharm Ulm          |
| 2012-2013 | Stati Uniti                      | John Bryant (2)           | Ratiopharm Ulm          |
| 2013-2014 | Stati Uniti                      | Malcolm Delaney           | Bayern Monaco           |
| 2014-2015 | Stati Uniti                      | Jamel McLean              | ALBA Berlino            |
| 2015-2016 | Stati Uniti                      | Brad Wanamaker            | Brose Bamberg           |
| 2016-2017 | Stati Uniti                      | Raymar Morgan             | Ratiopharm Ulm          |
| 2017-2018 | Stati Uniti                      | Luke Sikma                | ALBA Berlino            |
| 2018-2019 | Stati Uniti                      | Will Cummings             | EWE Baskets Oldenburg   |
| 2019-2020 | Non assegnato                    | Non assegnato             | Non assegnato           |
| 2020-2021 | Stati Uniti                      | Jaleen Smith              | BSG Ludwigsburg         |
| 2021-2022 | Stati Uniti                      | Parker Jackson-Cartwright | Telekom Baskets Bonn    |
| 2022-2023 | Stati Uniti / Macedonia del Nord | T.J. Shorts               | Telekom Baskets Bonn    |
| 2023-2024 | Stati Uniti                      | Otis Livingston           | Würzburg Baskets        |
| 2024-2025 | Porto Rico / Panama              | Jhivvan Jackson           | Würzburg Baskets        |